# 磯部村 (新潟県)
磯部村（いそべむら）は、かつて新潟県西頸城郡にあった村。

## 沿革
- 1901年（明治34年）11月1日 - 西頸城郡四ヶ所村及び川崎村が合併して、西頸城郡磯部村が発足する。
- 1927年（昭和2年）2月9日 - 徳合地内で雪崩が発生、死者10人[1]。
- 1954年（昭和29年）10月1日 - 西頸城郡能生町、能生谷村、磯部村及び木浦村が合併して、改めて西頸城郡能生町が発足する。